# Гарбутль
Гарбутль (гунз. Гьимодкуро) — село Бежтинского участка Дагестана. Административный центр сельского поселения «Сельсовет Гунзибский».

## География
Расположено в 9 кмк северо-востоку от села Бежта, на реке Жекода (бассейн реки Хзан-ор).

## Население
| 1869 | 1888 | 1895 | 1926 | 1939 | 1970 | 1989 |
| ---- | ---- | ---- | ---- | ---- | ---- | ---- |
| 118  | ↗129 | ↗134 | ↘55  | ↗61  | ↘45  | ↗103 |
| 2002 | 2010 | 2021 |      |      |      |      |
| ↗254 | ↘247 | ↗295 |      |      |      |      |

По данным Всероссийской переписи населения 2010 года моноэтническое гунзибское село.